# ژانگ جوانجوان
ژانگ جوانجوان (انگلیسی: Zhang Juanjuan؛ زادهٔ ۲ ژانویهٔ ۱۹۸۱) کماندار اهل چین است. از افتخارات وی میتوان به کسب مدال طلا انفرادی در بازی‌های المپیک تابستانی ۲۰۰۸ اشاره کرد.